# Lost Elves
Lost Elves (Lost People in the Thickets), U narodnoj tradiciji Caddo Indijanaca, Izgubljeni vilenjaci su sablasna noćna bića koja opsjedaju šikare i područja divljine. Veličine su djece i žive unutar šupljih stabala. Ljudi koji se izgube u divljini mogu biti pretvoreni u Izgubljene vilenjake.
Srodne figure u drugim plemenima: Canotila, šumski vilenjaci ili Wood Elves kod Siouxa, Je su chin, crni vraški ili Black Imps, pleme Achumawi i Pskegdemus, močvarna žena, Swamp Woman (Wabanaki)